# Daniel D'Alcantara
Daniel Salles D’Alcântara Pereira é um músico e trompetista brasileiro, nascido na cidade de São Paulo, do estado homônimo, em 25 de outubro de 1974.
Graduado pela Universidade de São Paulo, tem realizado gravações com Milton Nascimento, Claudette Soares, Roberto Menescal, Rosa Passos, Ivan Lins, entre outros.

## Biografia
Oriundo de uma tradicional família musical brasileira, Daniel D’Alcantara iniciou seus estudos aos 9 anos de idade com seu pai, o trompetista Magno D’Alcantara, e formou-se Bacharel em Trompete pela Universidade de São Paulo (ECA-USP). Como professor, lecionou em importantes eventos musicais, incluindo o Festival de Inverno de Campos do Jordão (2000), Curso de Verão de Brasília, Festival de Inverno deTatuí/SP, Oficina de Música de Curitiba, Festival Choro e Jazz de Jericoacoara-CE. Acompanhou grandes artistas nacionais como João Donato, Roberto Menescal, Ivan Lins, Leny Andrade, Joyce Moreno, Claudete Soares, Filó Machado, Rosa Passos, Milton Nascimento, Max de Castro, Pedro Mariano, Eugenia Melo e Castro. Em 2001 gravou seu primeiro CD, “Horizonte”, em parceria com o baterista Edu Ribeiro (integrante do Trio Corrente). Participou do “Chivas Jazz Festival 2003”, integrando o noneto do lendário saxofonista norte-americano Lee Konitz. Como solista convidado da Orquestra Jazz Sinfônica, participou de duas estréias mundiais, sendo uma em 2004, com a obra “Thaddeus” (Tributo à Thad Jones), de Alexandre Mihanovich, e em 2005, no Festival de Inverno de Campos do Jordão, com a obra “Brasilianas No.4”, do Maestro Cyro Pereira. Em abril de 2005, a convite da fábrica brasileira de instrumentos musicais Weril, ministrou Workshops de Música Instrumental Brasileira em diversos Conservatórios e Universidades na Europa, passando por países como: Itália, França, Alemanha, Inglaterra, Rússia, Bélgica, Estônia e Espanha. Participou da big band formada por músicos brasileiros para executar as obras da Maestrina e Compositora Maria Schneider, sob regência da mesma, no Festival de Jazz de Ouro Preto-Minas Gerais e na Mostra Instrumental EMESP. De 2009 a 2014 foi trompetista solista da “Orquestra Jazz Sinfônica do Estado de São Paulo”.  Atualmente leciona na Escola de Música Tom Jobim (EMESP), Faculdade Souza Lima/Berklee e também na tradicional Escola Municipal de Música de São Paulo. É integrante da “Soundscape Big Band Jazz”, grupo com o qual gravou quatro Cds (“Maybe September”, “Uncle Charles”, “Cores Vol.1” e “Paisagens sonoras”). Além de participar de inumeras gravações com os mais importantes expoentes da Música Instrumental Brasileira, lidera seu próprio quinteto com composições originais e tem seu CD “Canção para Tempos melhores”.